# VISIR (spettrometro)

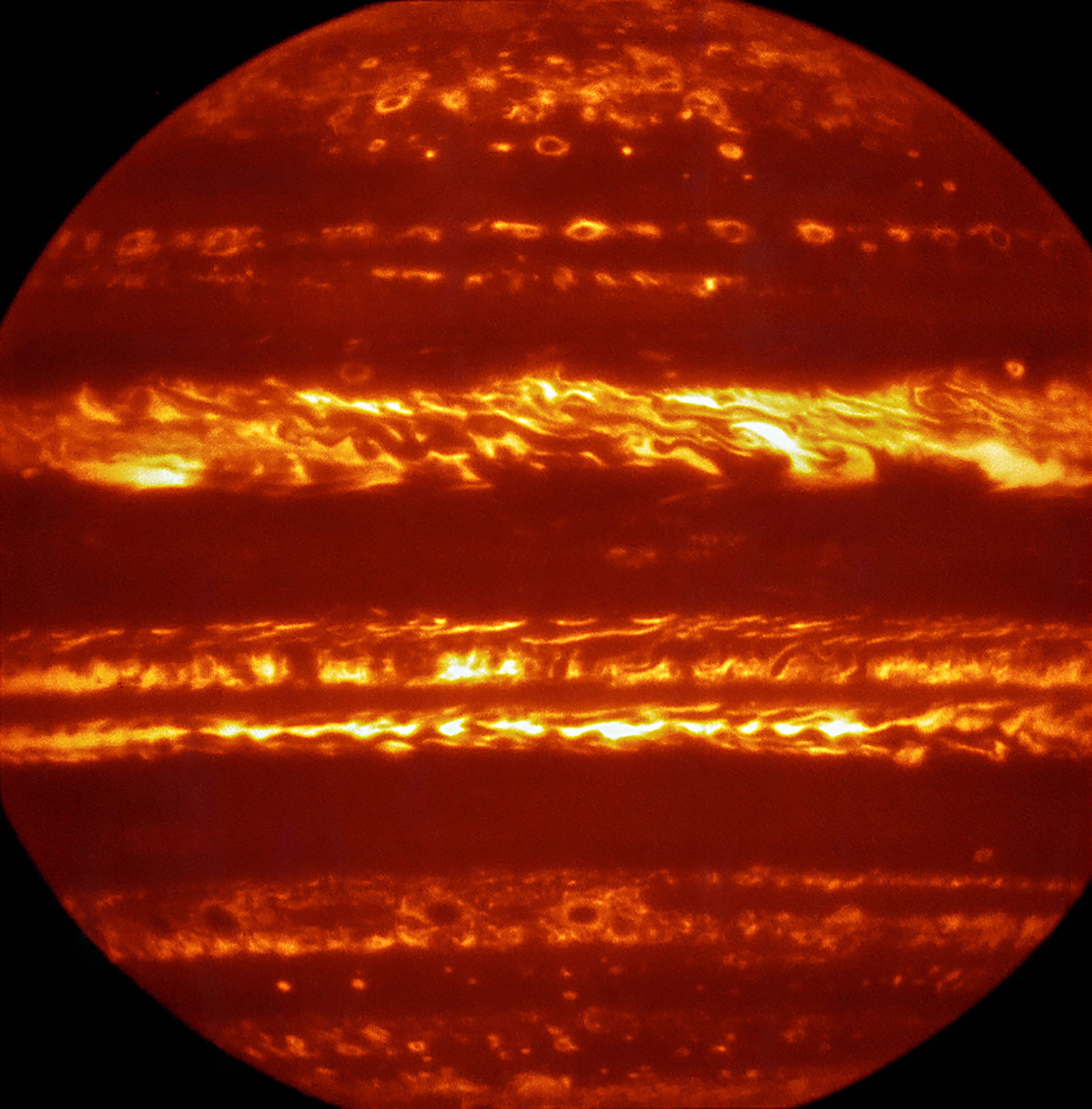
Giove visto in infrarosso mediante lo strumento VISIR del VLT

VISIR (VLT Spectrometer and Imager for the mid-InfraRed) è uno spettrometro per il medio infrarosso montato sull'UT3 (Unite Telescope 3) Melipal del VLT all'osservatorio Panaral sul Cerro Paranal, in Cile.
VISIR fornisce immagini a diffrazione limitata e spettroscopiche a risoluzioni tra i 10 e 20 micrometri nel medio infrarosso (MIR), ed è uno degli strumenti che gli astronomi utilizzano per aggirare il problema della luce che, proveniente dal profondo cielo, viene assorbita dalla polvere cosmica.
Lo strumento è stato installato sul VLT nel 2004 e consente di studiare la luce infrarossa proveniente da oggetti celesti. Questo tipo di luce, con una lunghezza d'onda più lunga della luce visibile (fino a 40 volte maggiore), si propaga meglio, attraverso le nubi di polvere, permettendo agli astronomi di studiare oggetti notevoli e processi come la formazione e l'evoluzione stellare, il vento stellare, nubi molecolari, protostelle altrimenti nascoste dietro le nuvole di polveri.
La luce infrarossa è presente ovunque, dall'atmosfera agli esseri viventi ed è emessa da tutti gli strumenti elettronici e può facilmente sovrapporsi ai segnali infrarossi deboli provenienti dal profondo cielo così come la luce visibile delle stelle può essere attenuata dall'inquinamento luminoso. Per ovviare a questo problema, gli ingegneri e gli astronomi hanno implementato due tecniche sullo strumento chiamate chopping e nodding al fine di contrastare questo inquinamento di fondo indesiderato e rilevare i segnali astronomici deboli.
Poiché gli stessi materiali dello strumento emettono luce infrarossa, VISIR è raffreddato ad una temperatura prossima ai -250° mentre I due rivelatori dello strumento sono mantenuti a circa -270° a pochi gradi sopra lo zero assoluto.

## Ricerca e risultati scientifici
- VISIR ha rilevato che il polo sud di Nettuno è molto più caldo rispetto al resto del pianeta[2]
- è stato effettuato uno studio dentro la grande macchia rossa di Giove[3]
- osservazioni con VISIR suggeriscono che i buchi neri supermassicci al centro delle galassie contribuiscono "a costruire" la propria galassia ospite[4]
- Il progetto Breakthrough Initiatives e l'ESO hanno raggiunto un accordo[5] per aggiornare VISIR con un coronografo ad alto contrasto per studiare il sistema di Alpha-Centauri